# تشارلز إس. جونسون
تشارلز إس. جونسون (بالإنجليزية: Charles S. Johnson)‏ هو عالم اجتماع أمريكي، ولد في 24 يوليو 1893 في بريستول في الولايات المتحدة، وتوفي في 27 أكتوبر 1956 في لويفيل في الولايات المتحدة.

## وصلات خارجية
- تشارلز إس. جونسون على موقع الموسوعة البريطانية (الإنجليزية)
- تشارلز إس. جونسون على موقع إن إن دي بي (الإنجليزية)